# 交野市
交野市（日语：／ Katano shi */?）是位於日本大阪府東北部的城市，轄區的東南部為山區，天野川自東南部山區下北流過，主要市區位於北部靠近枚方市一側。

## 歷史
過去在令制國時代屬於河內國交野郡，北部的台地和丘陵地一直延伸到現在枚方市的區域過去被稱為「交野原」，過去有許多鳥獸棲息，由於距離京都近，因此也曾經成為貴族們甚至天皇專用的狩獵場地。
16世紀中，松永久秀曾在此建築交野城，但僅使用約20年就未再繼續使用。
江戶時代後，現在的交野市轄區分屬幕府直屬、仁正寺藩、小田原藩的領地，也有部分區域為寺社領。
19世紀明治維新後，這些區域曾先後隸屬大坂裁判所（後來的大阪府）、河內縣、堺縣、西大路縣，1872年的第一次府縣整併中全數成為堺縣的轄區，但在1881年隨著堺縣被併入大阪府，再次隸屬大阪府。
1889年實施町村制，現在的交野市在當時分屬星田村、交野村、磐船村三個行政區劃；1939年交野村和磐船村合併為交野町，星田村接著於1955年與交野町整併，整併過的交野町在1971年升格為交野市。

### 變遷表
| 1889年4月1日 | 1889年 - 1912年 | 1912年 - 1944年           | 1945年 - 1954年           | 1955年 - 1988年           | 1955年 - 1988年            | 1988年 - 現在              | 現在                       |
| ------------ | --------------- | ------------------------- | ------------------------- | ------------------------- | -------------------------- | -------------------------- | -------------------------- |
| 交野村       | 交野村          | 1939年7月1日 合併為交野町 | 1939年7月1日 合併為交野町 | 1955年4月1日 合併為交野町 | 1971年11月3日 改制為交野市 | 1971年11月3日 改制為交野市 | 1971年11月3日 改制為交野市 |
| 磐船村       |                 | 1939年7月1日 合併為交野町 | 1939年7月1日 合併為交野町 | 1955年4月1日 合併為交野町 | 1971年11月3日 改制為交野市 | 1971年11月3日 改制為交野市 | 1971年11月3日 改制為交野市 |
| 星田村       |                 |                           |                           | 1955年4月1日 合併為交野町 | 1971年11月3日 改制為交野市 | 1971年11月3日 改制為交野市 | 1971年11月3日 改制為交野市 |

## 交通
西日本旅客鐵道片町線自北部枚方市進入轄內，通過主要市區後繼續通往西部寢屋川市，往北可達奈良，往西可進入大阪市市區；此路線上的河內磐船車站為轄內運量最大的鐵路車站，京阪電氣鐵道交野線也在此站附近設有河內森車站，可出站轉乘。但距離主要市區最近的車站則是京阪電氣鐵道交野線上的交野市車站。
客運主要由京阪巴士所經營，在轄內還設有京阪巴士交野営業所。

### 鐵路
- 京阪電氣鐵道
  -  交野線：（枚方市） - 郡津車站 - 交野市車站 - 河內森車站 - 私市車站
- 西日本旅客鐵道
  -  片町線：（←枚方市） - 河內磐船車站 - 星田車站 - （寢屋川市→）

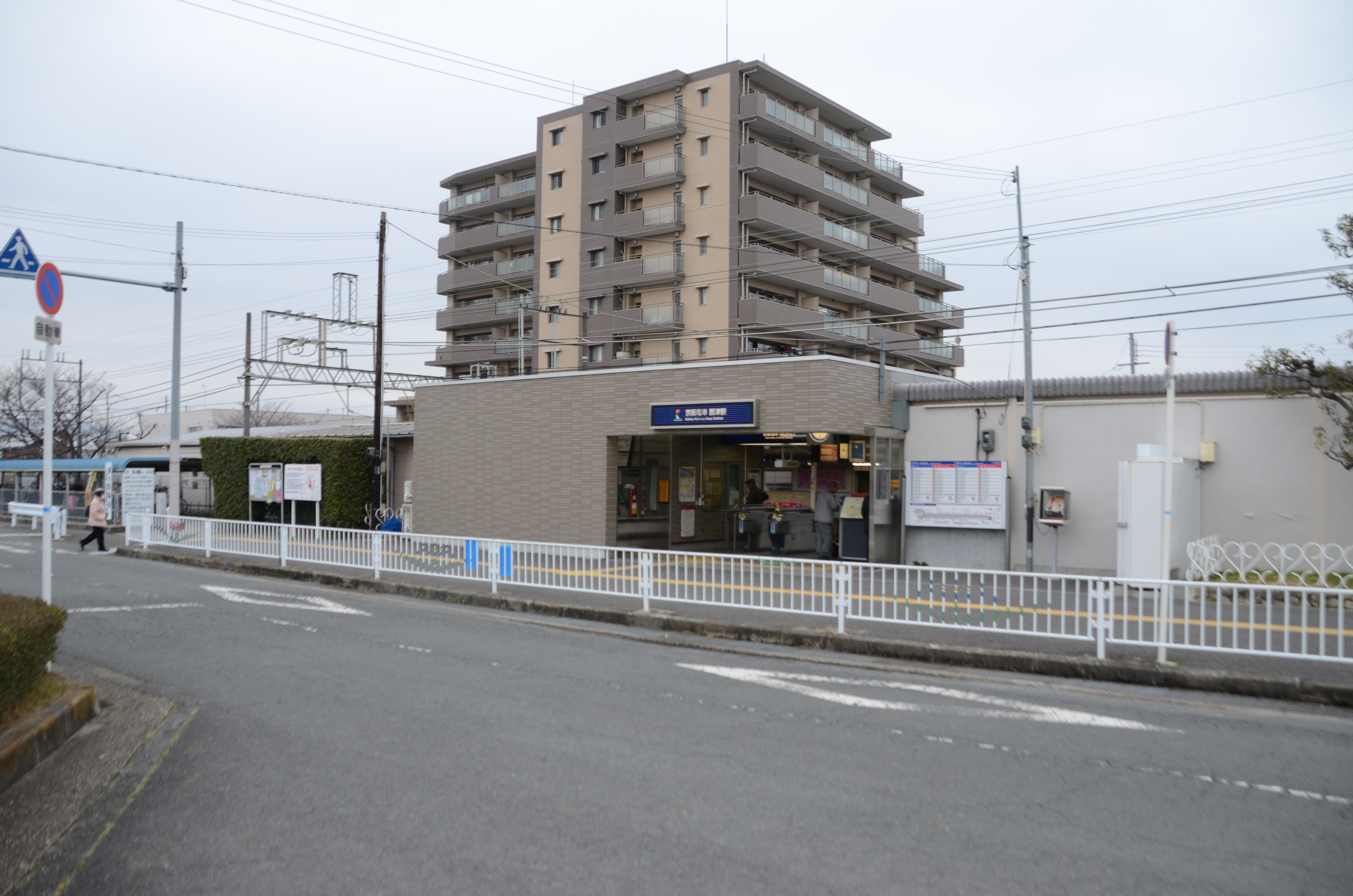
郡津車站
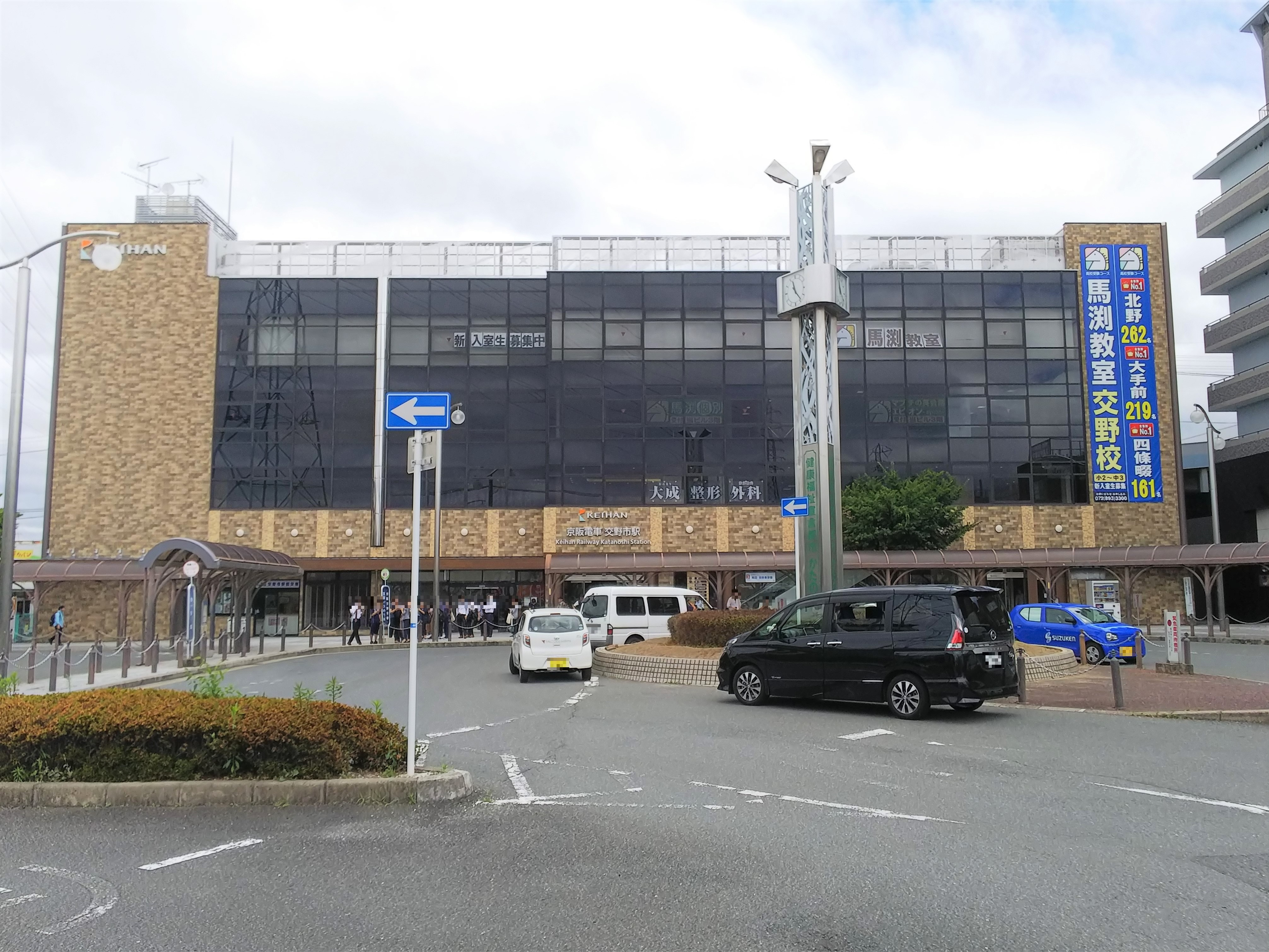
交野市車站
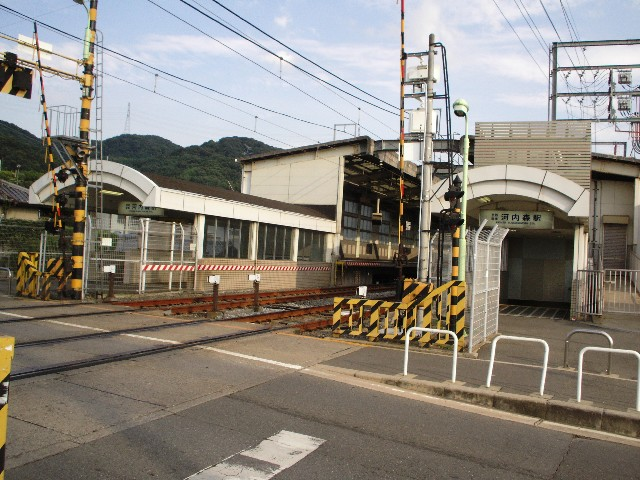
河內森車站
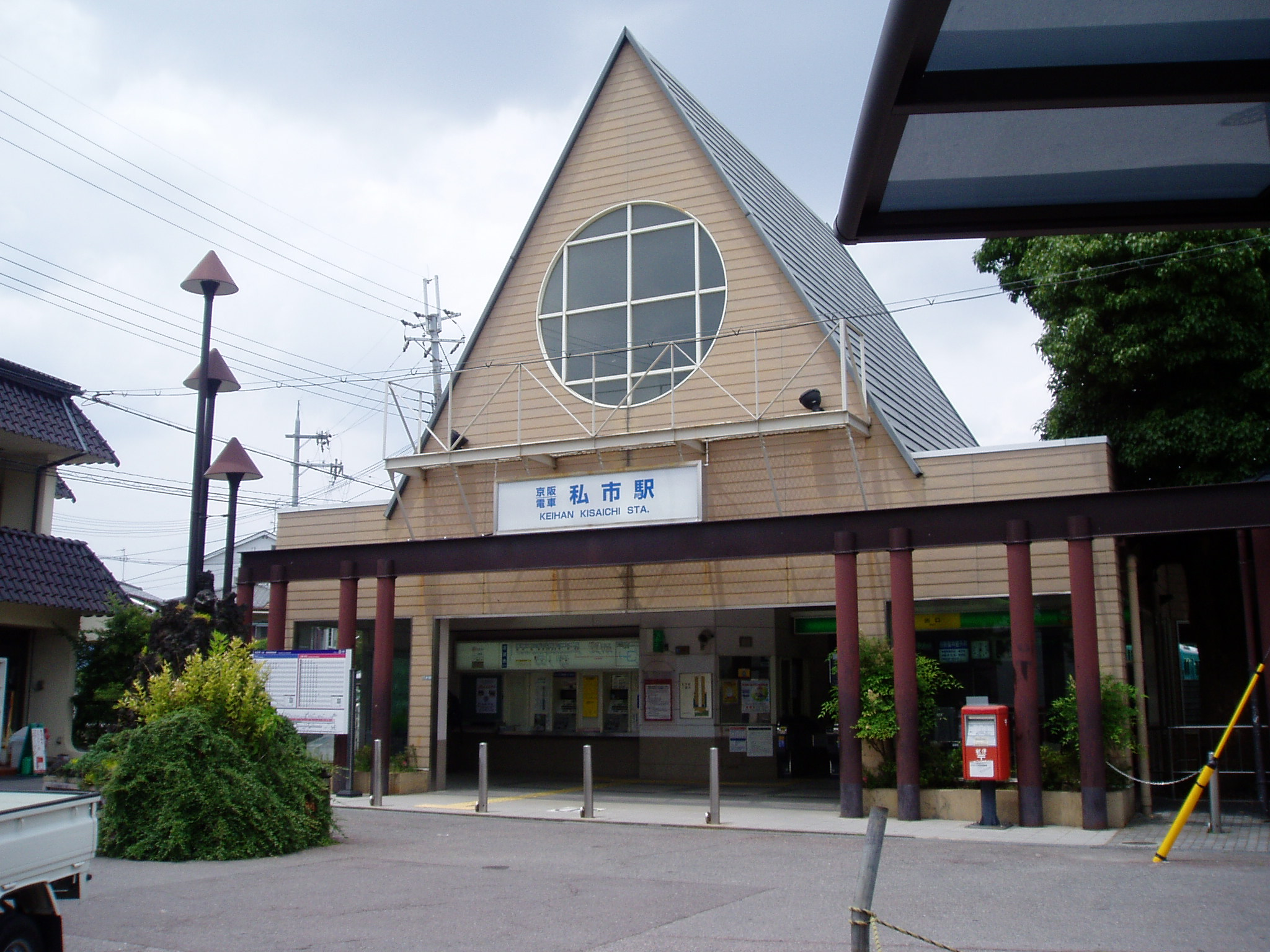
私市車站
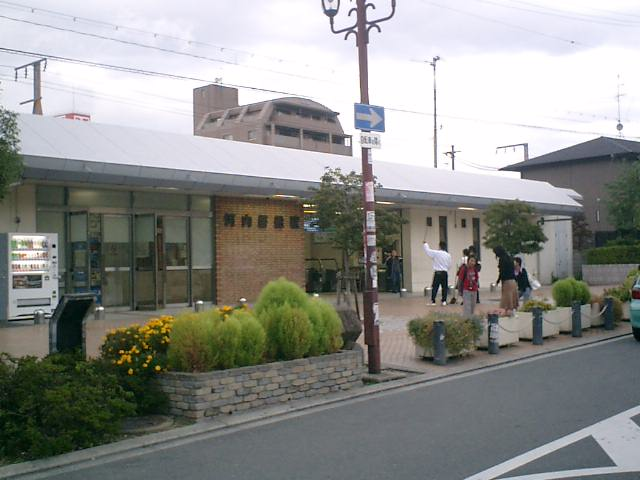
河內磐船車站
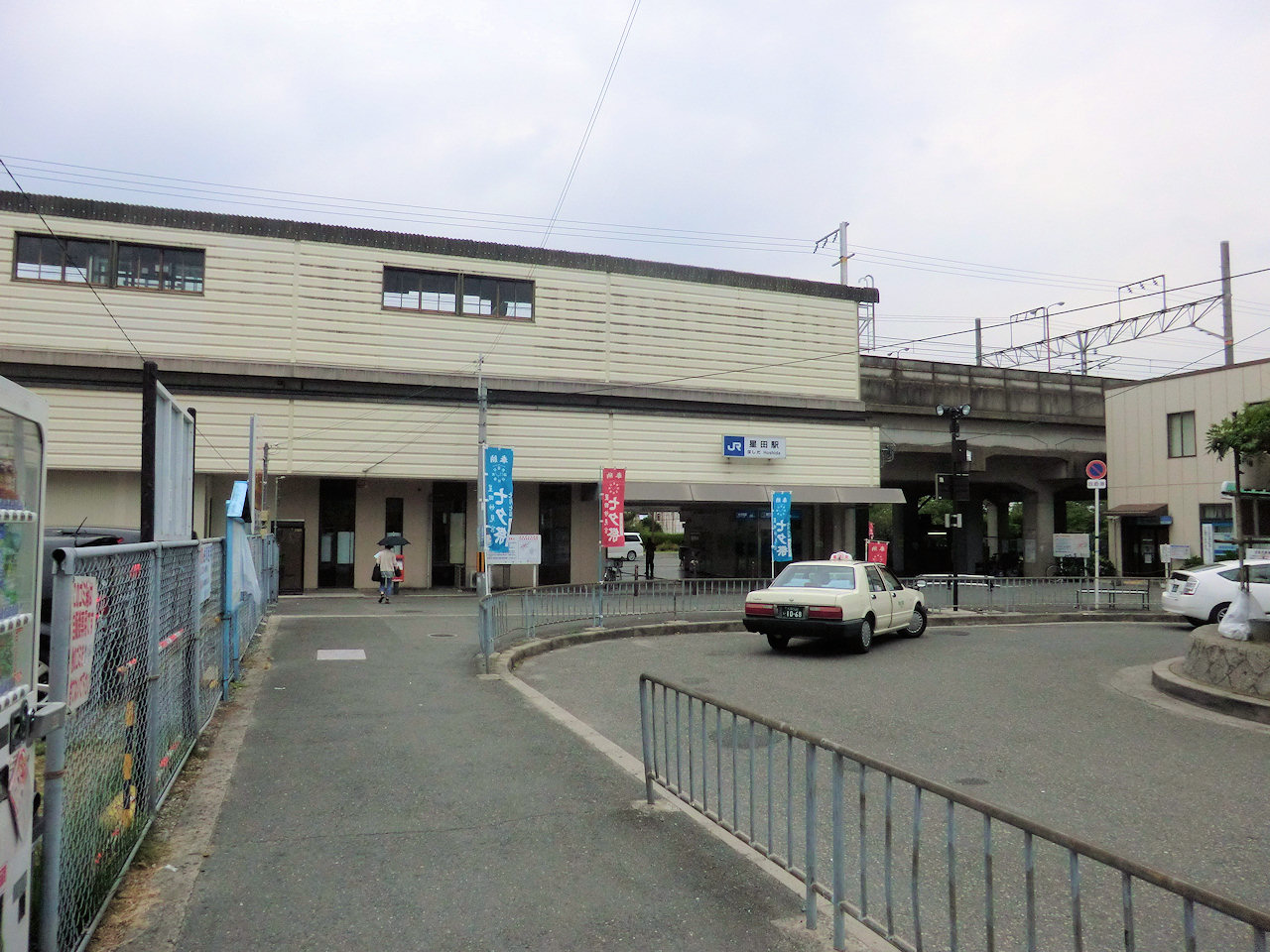
星田車站

### 公路
高速道路
- 第二京阪道路（日语：第二京阪道路）：（枚方市） - 交野北交流道 - （交野南交流道位於枚方市） - （交野市） - （寢屋川市）

## 觀光資源

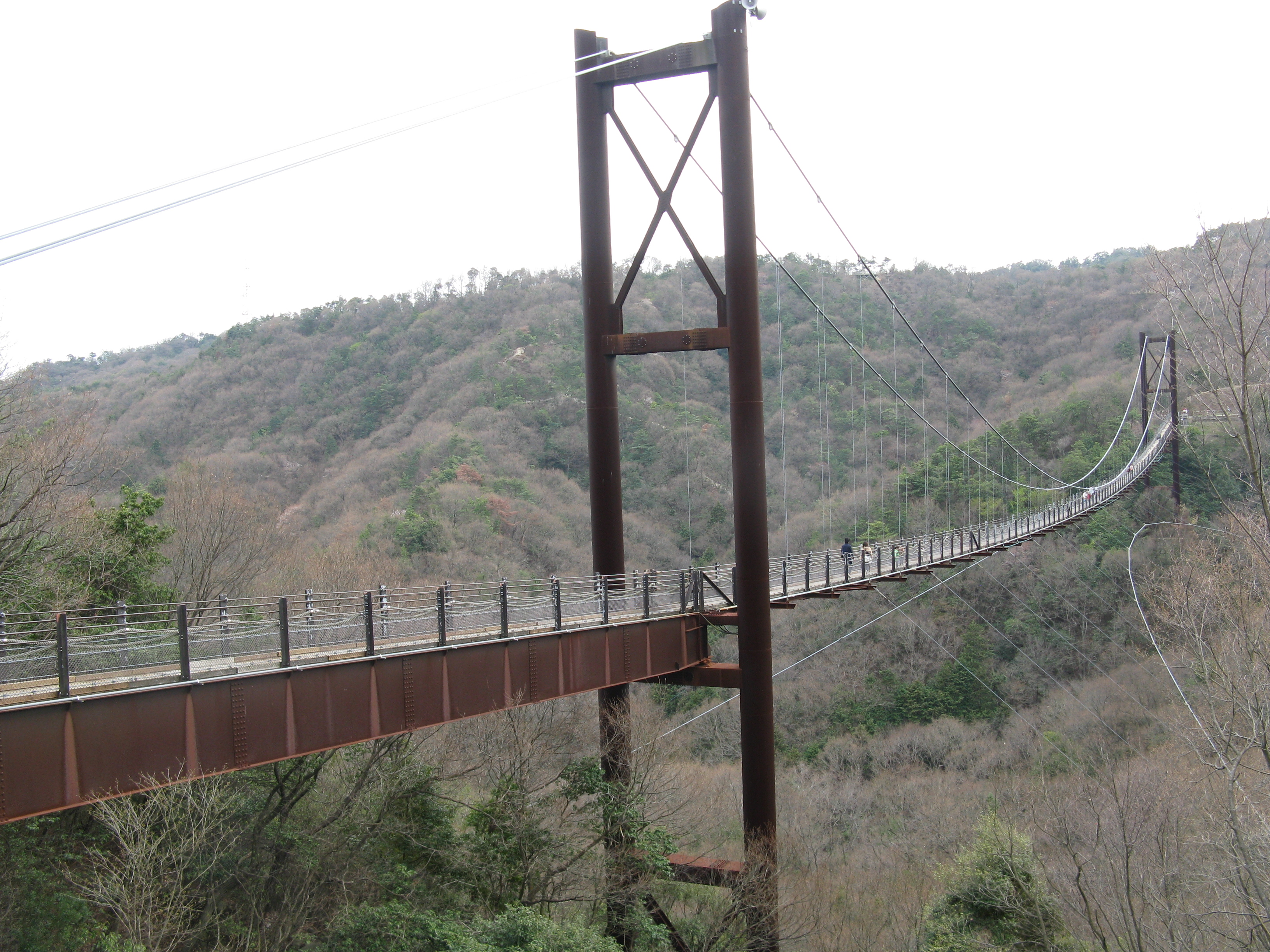
大阪府民之森星田園地內的吊橋

在轄區東南部的山區中，有由大阪府政府設立的大阪府民之森星田園地（大阪府民の森ほしだ園地）和大阪府民之森黑添園地（大阪府民の森くろんど園地），為大阪府所設立的眾多府民之森。
西側與枚方市交界處過去在平安時代被稱為「交野原」的區域，過去來自中國的渡來人從中國帶來了七夕的故事，並在此區域規劃了對應七夕故事的地名，貫穿交野市和枚方市的天野川由於日文發音與「天之川」相同，而「天之川」在日文中即為銀河，位於天野川北側的機物神社（交野市境內）祭祀的是織女，南側的牽牛石則視為牛郎（枚方市境內），而在天野川上則有「逢合橋」（交野市境內）和「鵲橋」（枚方市境內）兩座橋梁。也因此七夕的故事被枚方市和交野市作為共同推展觀光的主題，每年固定此此為主題在七夕期間舉辦活動。

## 教育

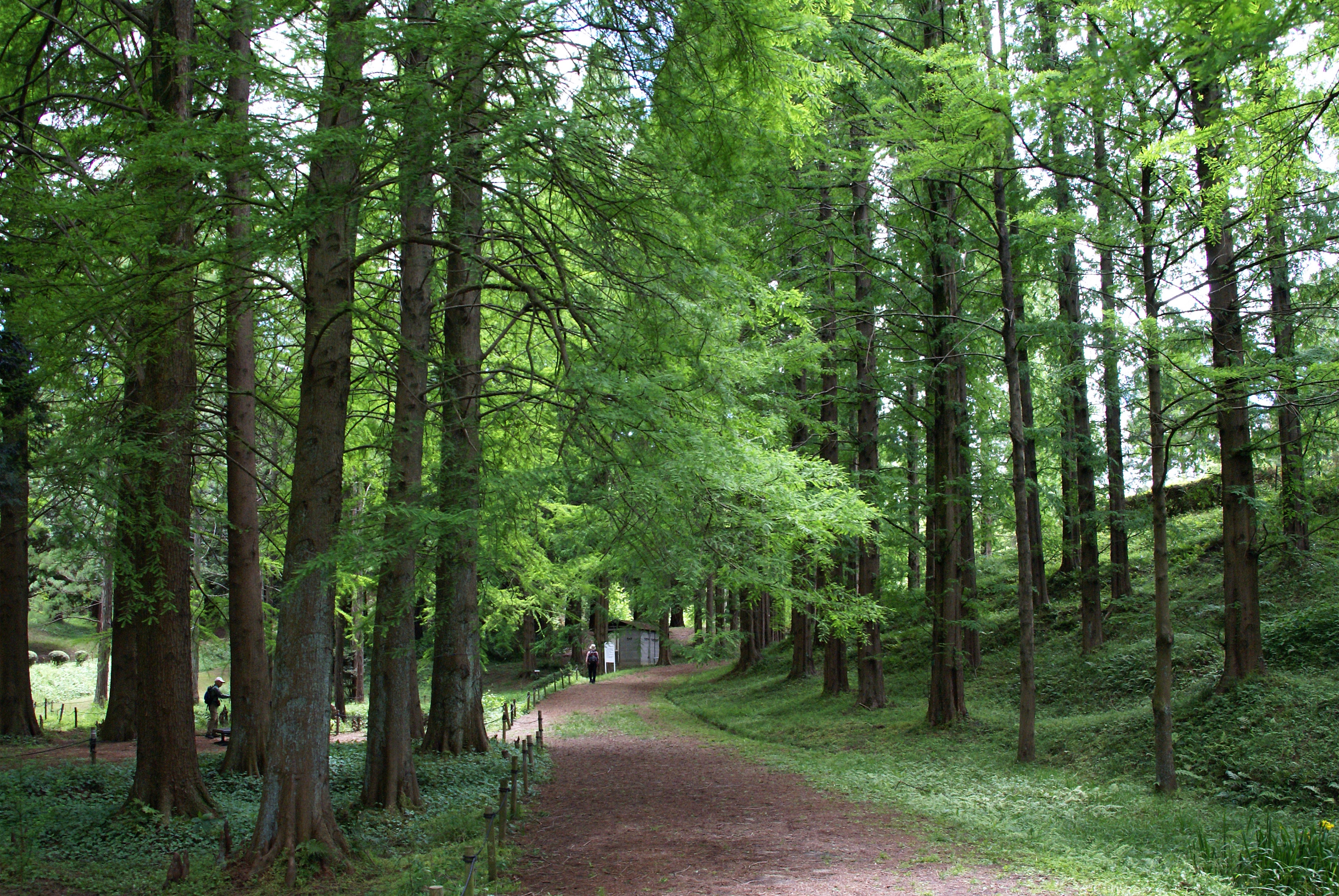
大阪市立大學理學院附屬植物園

轄內無高等教育學校，但大阪市立大學理學院在轄內中部山區設有附屬植物園。

## 姊妹、友好城市

### 海外
- 科靈伍德（日语：Collingwood, Ontario）（加拿大安大略省錫姆科郡）

## 本地出身之名人
- 沖浦啟之：動畫導演
- 石丸清隆（日语：石丸清隆）：足球選手
- 勢翔太:大相撲力士

## 外部連結
- （日語） 交野市星之町觀光協會 （页面存档备份，存于）